# Чарни, Джул
Джул Грегори Чарни (англ. Jule Gregory Charney; 1 января 1917, Сан-Франциско — 16 июня 1981, Бостон) — американский метеоролог. Профессор Массачусетского технологического института, член НАН США (1964), иностранный член Шведской королевской (1965) и Норвежской (1970) АН.

## Биография
Родился в семье выходцев из России, вырос в Лос-Анджелесе. В четырнадцатилетнем возрасте ему в руки попалась книга Осгуда по матанализу, оказавшая большое влияние на Чарни.
Окончил Калифорнийский университет в Лос-Анджелесе (бакалавр математики и физики, 1938), состоял в Phi Beta Kappa (1937).
Степень магистра математики получил в 1940 году, степень доктора философии по метеорологии получил в 1946 году в том же университете. В 1946—1947 годах работал в Чикагском университете — с К. Г. Росби. В 1947—1948 годах постдок в Университете Осло. В 1948 году поступил в Институт перспективных исследований в Принстоне как директор исследовательской метеорологической группы (до 1956), вместе с математиком Джоном фон Нейманом он занимается там пионерским применением вычислительной техники для прогнозирования погоды — впервые это было осуществлено в 1950 году на ЭНИАК. В 1950—1954 годах летом приглашённый лектор в Чикагском университете и в 1951 году — в Стокгольмском университете, а в 1954 году также летом лектор в Океанографическом институте в Вудс-Хоуле. С 1956 года и до конца жизни профессор метеорологии (именной с 1966 года) Массачусетского технологического института, в 1974—1977 годах заведующий его кафедрой метеорологии. Член комитета по атмосферным наукам НАН США (1960—1965). В 1957 году летом приглашённый лектор в Университетах Осло и Лондона, а в 1970 году — в Национальном центре космических исследований Франции, в 1970—1975 годах летний лектор в лаборатории Национального исследовательского совета Италии. Приглашённый профессор Гарвардского университета (1964) и альма-матер (1967).
Умер от рака лёгких.
Фелло Американского геофизического союза (1961), Американского метеорологического общества (1966), Американской ассоциации содействия развитию науки. Почётный член Королевского метеорологического общества (1980).
Член Американской академии искусств и наук (1957), почётный член Индийской АН (1980).

## Награды и отличия
- Meisinger Award Американского метеорологического общества (1949)
- Losey Award, Institute of Aeronautical Sciences (1957)
- Symons Gold Medal[англ.] Королевского метеорологического общества Великобритании (1961)
- Carl-Gustaf Rossby Research Medal[англ.], высшая награда Американского метеорологического общества (1964)
- Hodgkins Medal[англ.], Смитсоновский институт (1969)
- Почётный доктор Чикагского университета (1970)
- International Meteorological Organization Prize[англ.] ВМО (1971)
- Гуггенхеймский стипендиат (1972—1973)
- Symons Memorial Lecturer, Королевского метеорологического общества (1974)
- Лекция Джона фон Неймана Общества промышленной и прикладной математики (1974)
- William Bowie Medal[англ.] Американского геофизического союза (1976)
- Лектор имени Эндрю Томпсона в Канаде (1976)
- Cleveland Abbe Award Американского метеорологического общества (1980)